# Katastrofa kolejowa w Nowym Dworze Mazowieckim
Katastrofa kolejowa w Nowym Dworze Mazowieckim – domniemany wypadek kolejowy, który jakoby miał wydarzyć się 22 października 1949 roku. Ze względu na brak wiarygodnych informacji kwestionowane jest zaistnienie tego wypadku.
Katastrofa była jakoby spowodowana wykolejeniem pociągu pasażerskiego relacji Gdańsk – Warszawa. Miało w niej zginąć ponad 200 osób. Władze komunistyczne nigdy nie wspominały o wydarzeniach z Nowego Dworu Mazowieckiego, co uzasadniano zatajaniem w tych czasach informacji o niewygodnych dla wizerunku władzy ludowej wypadkach.
Za pośrednictwem wiadomości agencji prasowej Associated Press, powołującej się na doniesienia informatora pochodzące jakoby z nieoficjalnych, lecz wiarygodnych źródeł, informacja o wypadku trafiła do licznych gazet lokalnych, m.in. „Reno Evening Standard” (24 października) i „Gettysburg Times” (26 października), „Geneva Daily Times”, „Reading Eagle” czy „The Singapore Free Press”. Wiadomości tej nie opublikowano natomiast w żadnych mediach opiniotwórczych. Sprzeczna z powyższym stanem rzeczy jest nierzadko spotykana informacja, że wiadomość o wypadku opublikować miały jedynie dwie lokalne amerykańskie gazety – „Reno Evening Standard” i „Gettysburg Times”.